# りゅうこつ座矮小銀河
りゅうこつ座矮小銀河(Carina Dwarf)は、りゅうこつ座の方角にある矮小銀河である。1977年にUKシュミット望遠鏡を用いてキャノンらにより発見された。りゅうこつ座矮小銀河は銀河系の伴銀河であるが、毎秒230kmの速さで銀河系から遠ざかっている。直径は約1600光年であり、銀河系の約75倍小さい。宇宙とほぼ同じ約136億年前に形成されたと考えられる銀河系ができてから数十億年後に形成された若い銀河であると考えられ、最も古い恒星でも70億歳以下である。また、この銀河は銀河系により潮汐破壊現象が起きていると思われている。